# Международная ассоциация по страхованию кредитов и поручительству
Международная ассоциация по страхованию кредитов и поручительству (англ. The International Credit Insurance & Surety Association (ICISA) ) — Международная финансовая организация, объединяющая страховщиков, занимающихся страхованием кредитов, и организации, обеспечивающие поручительство по займам.

## История
В 1926 году в Лондоне состоялась первая международная конференция по кредитному страхованию.. Спустя два года в Париже была основана Международная ассоциация по  страхованию кредитов МАСК (англ. The International Credit Insurance Association ICIA), которая просуществовала до 1939 года.
После Второй мировой войны в 1946 году в Цюрихе была создана ассоциация с аналогичным названием, получившая в официальных документах название Второй международной ассоциации по страхованию кредитов.
C 1950 года к Ассоциации присоединились организации, занимающиеся поручительством по предоставляемым займам.  В 2000 году к Ассоциации присоединились пять крупнейших в мире  перестраховочных компаний. А в 2001 году Ассоциация изменила своё название, для того, чтобы лучше отражать существо деятельности организаций-членов Ассоциации.

## Организация деятельности
Высшим органом ассоциации является общее собрание.
Целью деятельности ассоциации является изучение вопросов, связанных со страхованием кредитов, представление интересов компаний-членов ассоциации, развитие взаимодействия между компаниями- членами ассоциации. А также предоставление возможности работникам-членам приобрести знания в области теории и практики кредитного страхования и поручительства, а также представление интересов членов.
Ассоциация публикует различные работы, посвящённые вопросам страхования кредитов, обеспечения гарантиями обязательств.

## Некоторые вопросы, решаемые ICISA

### Техническое совершенство, инновации и целостность продукта
- Обзор последствий трансграничной несостоятельности.
- Рекомендации в отношении обязательных заказов и неотменяемых лимитов.
- Доклад по вопросам, связанным с обеспечением гарантийных обязательств.
- Рекомендации по предотгрузочному покрытию.
- Обзор политических рисков.
- Синдикация кредитных рисков.
- Влияние глобализации на кредитное страхование.
- Обзор согарантии как альтернативы перестрахованию.
- Мониторинг изменений в таможенных и акцизных облигациях.
- Изучение направлений для поручительства.
- Публикация Каталога терминологии кредитного страхования.

### Содействие устойчивому управлению качеством
- Обсуждения между участниками для обмена опытом и передовыми практиками по текущим вызовам.
- Обзор инструментов управления капиталом и портфелем.
- Обзор вариантов управления циклом.
- Обзор текущей и будущей среды перестрахования.
- Обзор вариантов сострахования и факультативного перестрахования.

### Консультирование международных и многонациональных органов
- Разделение эффектов схем государственной поддержки.
- Повышение осведомленности Европейской комиссии об отсутствии равных условий для гарантийных продуктов.
- Содействие глобальному единому игровому полю для страховщиков поручительства в государственных контрактах.
- Партнер Европейского комитета гарантий (CEA) в разработке и реализации требований Solvency II.
- Продвижение единых правил МТП для контрактных гарантий.
- Участие в заседаниях Комиссии ООН по праву международной торговли (ЮНСИТРАЛ).
- Консультирование Совета по международным стандартам финансовой отчетности (IASB) по их предложениям в отношении кредитного страхования и поручительства.
- Консультирование рейтинговых агентств по вопросам роли гарантийных обязательств в инфраструктурных проектах PPI/PPP.
- Консультирование CEIOPS / Европейской комиссии по предложенному законопроекту Solvency II.
- Обмен информацией и оценка возможного влияния Базеля III на страхование торговых кредитов и поручительства.